# Fenway Park
El Fenway Park es un campo de béisbol localizado en Boston (Massachusetts), concretamente en el número 4 de Jersey Street, cerca de Kenmore Square. Desde 1912, ha sido la casa de los Boston Red Sox, una franquicia dentro de las grandes ligas de béisbol (MLB). Es el estadio más viejo de la MLB.
Debido a su antigüedad y su ubicación en el vecindario de Fenway–Kenmore, el campo ha sido renovado y expandido gran cantidad de veces. Como resultado de ello, tiene características peculiares heterogéneas, como "El Triángulo" (abajo), el "Polo de Pesky" y el "Monstruo Verde" en el campo izquierdo. Es el cuarto estadio de béisbol de la MLB más pequeño por capacidad de espectadores, el segundo más pequeño por capacidad total y uno de los ocho que no puede acomodar por lo menos a 40 000 espectadores.
El Fenway ha recibido la Serie Mundial 11 veces: los Red Sox han ganado seis de ellos y los Braves (entonces de Boston), uno. La primera, en la temporada inaugural del campo, fue la Serie Mundial de 1912 y la más reciente fue la Serie Mundial 2018. Además de partidos de béisbol, ha sido el sitio de muchos otros eventos deportivos y culturales, incluidos partidos de fútbol de los Boston Redskins, los Boston Yanks y los Boston Patriots, así como conciertos, partidos de fútbol y de hockey, campañas políticas y ceremonias religiosas.
El 20 de abril de 2012, fue el centenario de Fenway Park. El 7 de marzo de ese mismo año el parque fue añadido al Registro Nacional de Parques Históricos. El pícher titular Bill Lee llamó al parque Fenway "un santuario". Está pendiente de ser designado como Boston Landmark, lo que traerá consigo nuevas regulaciones para ele stadio. Hoy en día, el parque es considerado uno de los lugares deportivos más conocidos del mundo y un símbolo de Boston.

## Historia

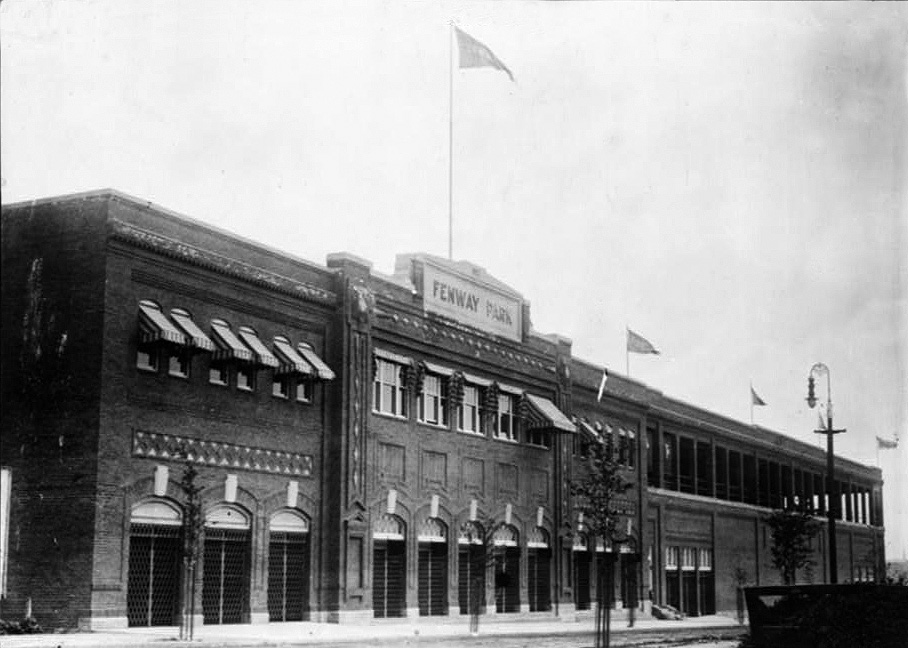
Fenway Park en 1915

Los Red Sox se mudaron al Fenway Park desde los viejos jardines de la avenida Huntington. En 1911, el dueño John I. Taylor compró la tierra confinada por la avenida de Brookline, la calle de Jersey, la calle de Van Ness y la calle de Lansdowne y desarrolló un estadio de béisbol más grande.
Taylor afirmó que el nombre de Fenway Park provenía de su ubicación en el barrio de Fenway de Boston, se creó parcialmente a finales del siglo XIX al llenar los pantanos, Para crear el parque urbano Back Bay Fens. Sin embargo, dado que la familia de Taylor también era propietaria de la Fenway Realty Company, el valor promocional de la denominación en ese momento también se ha citado. El Contratista General fue Charles Logue Building Company.
El primer juego se jugó el 20 de abril de 1912, con el alcalde John F. Fitzgerald lanzando el primer lanzamiento y Boston derrotando a los New York Highlanders (rebautizado los Yankees el año siguiente), 7-6 en 11 entradas. La cobertura periodística de la apertura fue eclipsada por la continua cobertura del Titanic hundiéndose unos días antes.
Fenway Park históricamente ha registrado una baja asistencia, la menor asistencia fue a finales de la temporada 1965 con dos juegos con una asistencia menor a 500 espectadores. Su asistencia ha aumentado desde la temporada de 1967 con el "Sueño imposible" de los Medias Rojas y el 8 de septiembre de 2008, con un partido contra los Rays de Tampa Bay, en el cual el Fenway Park rompió el récord absoluto de Major League con 456 victorias consecutivas, Registro previamente establecido por Jacobs Field (ahora Progressive Field) en Cleveland, Ohio.
El miércoles 17 de junio de 2009, el parque celebró su venta de entradas total consecutiva número 500 de los Medias Rojas. De acuerdo con WBZ-TV, el equipo se unió a tres equipos de la NBA que logró 500 sellos de casa llena consecutivos. La racha de venta terminó el 11 de abril de 2013; En todos los partidos de temporada regular y 26 juegos de postemporada adicionales los Medias Rojas vendieron en total 794 juegos durante esta racha.
La dirección del parque era originalmente en el número 24 de la calle Jersey. En 1977, la sección de la calle Jersey más cercana al parque fue renombrada como Yawkey en honor del dueño de largo plazo de Red Sox Tom Yawkey y la dirección del parque ahora es en el número 4 la calle Yawkey.

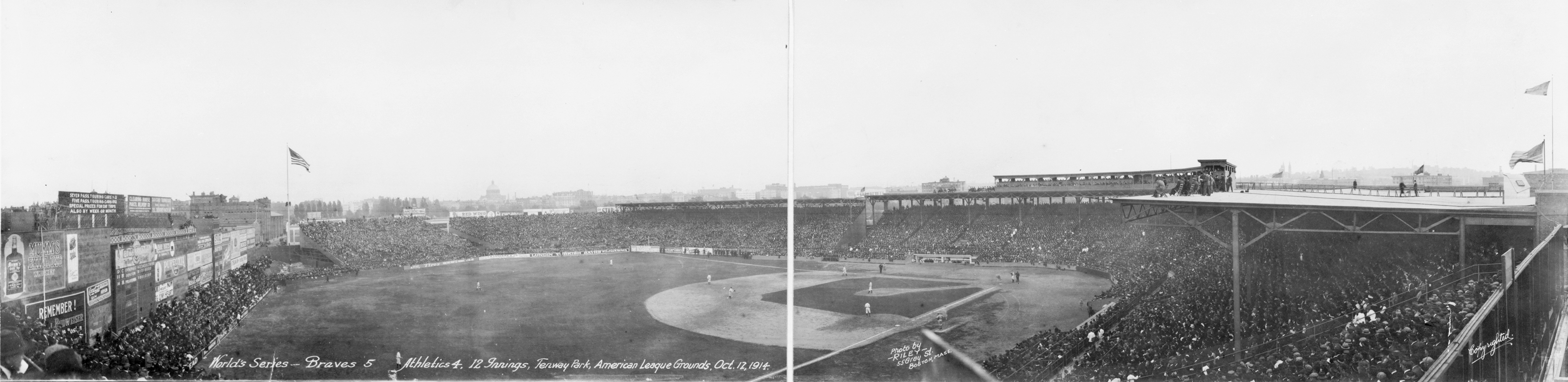
Fenway Park durante la Serie Mundial de 1914.

### Cambios al Fenway Park
Algunos cambios son:

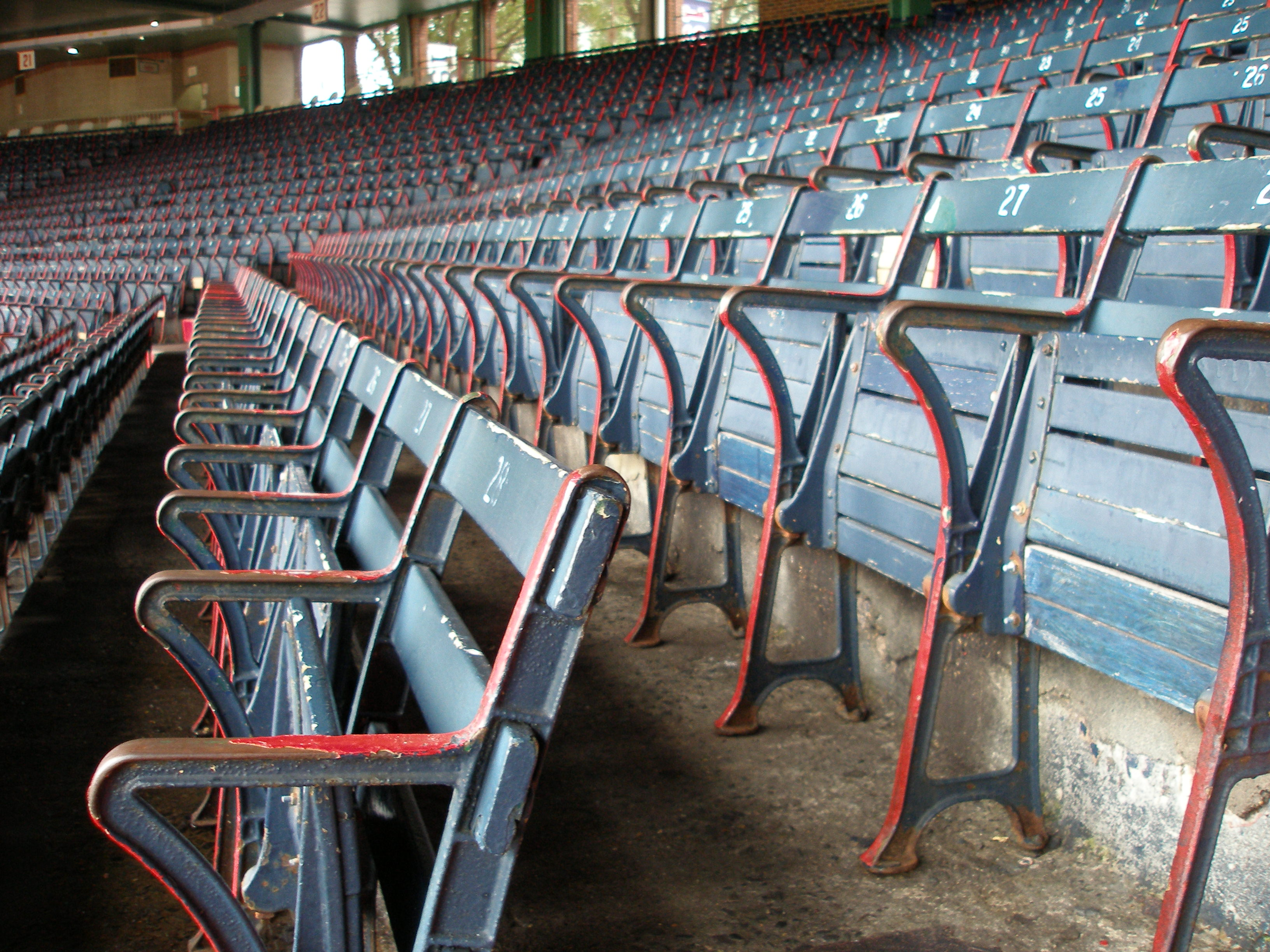
Los viejos asientos de madera de la sección de Grandstand de Fenway.

- En 1934, se agregó un marcador de mano, con lo que entonces se consideraba luces de alta tecnología para indicar bolas y strikes.[15] El marcador todavía se actualiza a mano hoy por detrás de la pared. Las puntuaciones de la Liga Nacional fueron eliminadas en 1976, pero restauradas en 2003 y aún requieren actualizaciones manuales en el campo.[16]
- En 1946, Los asientos de la parte superior fueron instalados;[17] Fenway Park es esencialmente el primer estadio de dos niveles en Boston desde el South End Grounds de la década de 1880.
- En 1947, el arco de luces fue instalado en el Fenway Park.[17] Los Boston Red Sox fueron el tercer al último equipo de 16 equipos de las Grandes Ligas en tener luces en su parque.
- En 1976, las distancias métricas se agregaron a las distancias establecidas convencionalmente porque se pensaba que Estados Unidos adoptaría el sistema métrico. Hoy, pocos estadios americanos tienen distancias métricas registradas. Fenway Park mantuvo la medición métrica hasta mediados de la temporada 2002, cuando fueron pintados.[18] También, el primer tablero de mensaje de Fenway fue agregado sobre las gradas centrales del campo. En 1988, se construyó una zona de asientos protegida con vidrio detrás de la placa de origen llamada el "Club de los 600". Después de la muerte de Ted Williams en 2002, fue rebautizado como el Club .406, en honor a su temporada de 1941, cuando produjo un promedio de bateo de .406. La sección fue renombrada de nuevo en 2006 como Club EMC.[17]
- En 1999 Las cajas de prensa auxiliares se añadieron en la parte superior de las cajas del tejado a lo largo de los lados de primera y tercera base del campo.[19]
- En el año 2000, se añadió una nueva pantalla de vídeo de Daktronics, que medía 23 pies (7,0104 m) de alto por 30 pies (9,144 m) de ancho, en el campo central.
- Antes de la temporada 2003, se agregaron asientos al Monstruo Verde.[20]
- Antes de la temporada 2004, se agregaron asientos a la azotea del campo derecho, por encima de la tribuna, llamada Budweiser.[21]
- Antes de la temporada 2008, las botellas de Coca-Cola, instaladas en 1997, fueron removidas para devolver las torres de luz a su estado original.[22] Las cajas de lujo temporales instaladas para el Juego de las Estrellas de 1999 fueron removidas y las permanentes fueron agregadas al nivel del Pabellón de la Calle Estatal. Los asientos también se agregaron por la línea de campo izquierda llamada Coca-Cola Party-Deck.[23]
- Antes de la temporada 2011, se instalaron tres nuevos marcadores más allá del centro de la derecha: un marcador de 38 por 100 pies en el centro del centro derecho, una pantalla de video de 17 por 100 pies en el centro del campo, Una placa de video de 30 pies en el campo derecho,[24] junto con una nueva sala de control de video. El vestíbulo de la Puerta D ha sufrido una remodelación completa para la mejora del flujo peatonal. Los asientos de la tribuna de madera fueron retirados para permitir la terminación de la impermeabilización.

### El nuevo Fenway Park
El 15 de mayo de 1999, el entonces CEO de los Red Sox, John Harrington, anunció planes para construir un nuevo Fenway Park cerca de la estructura existente. Habría asientos para 44 130 personas y sería una réplica modernizada del actual Fenway Park, con las mismas dimensiones de campo excepto un campo derecho más corto y un campo nulo reducido. Algunas secciones del estadio existente debían ser preservadas (principalmente el Monstruo Verde original y el tercer lado de la base del parque) como parte del nuevo diseño general. La mayor parte del estadio actual debería ser demolido para dar cabida a nuevos desarrollos, con una sección restante para albergar un museo del béisbol y un parque público. La propuesta fue muy controvertida. Proyectó que el parque tendría quince años de vida útil y requeriría cientos de millones de dólares de inversión pública, más tarde se reveló que era parte de un esquema de propiedad actual para aumentar el valor comercial del equipo, ya que estaban listos para vender. Se formaron diversos grupos, como "Salven el Fenway Park", en un intento por detener el proyecto. La discusión sobre la propuesta de construir un nuevo estadio se llevó a cabo durante varios años. Un plan implicó la construcción de un "Sports Megaplex" en el sur de Boston, donde un nuevo Fenway estaría situado junto a un nuevo estadio para el equipo de los Patriotas de Nueva Inglaterra. Los Patriots construyeron el estadio de Gillette en Foxborough (Massachusetts), su campo a lo largo de la mayor parte de su historia, que terminó la oferta de Megaplex. Los Medias Rojas y la ciudad de Boston no llegaron a un acuerdo sobre la construcción del nuevo estadio, y en 2005 el grupo de propietarios de los Medias Rojas anunció que el equipo permanecería en Fenway Park indefinidamente. El estadio ha sido renovado desde entonces y seguirá siendo utilizable hasta 2061.

## Capacidad de asientos

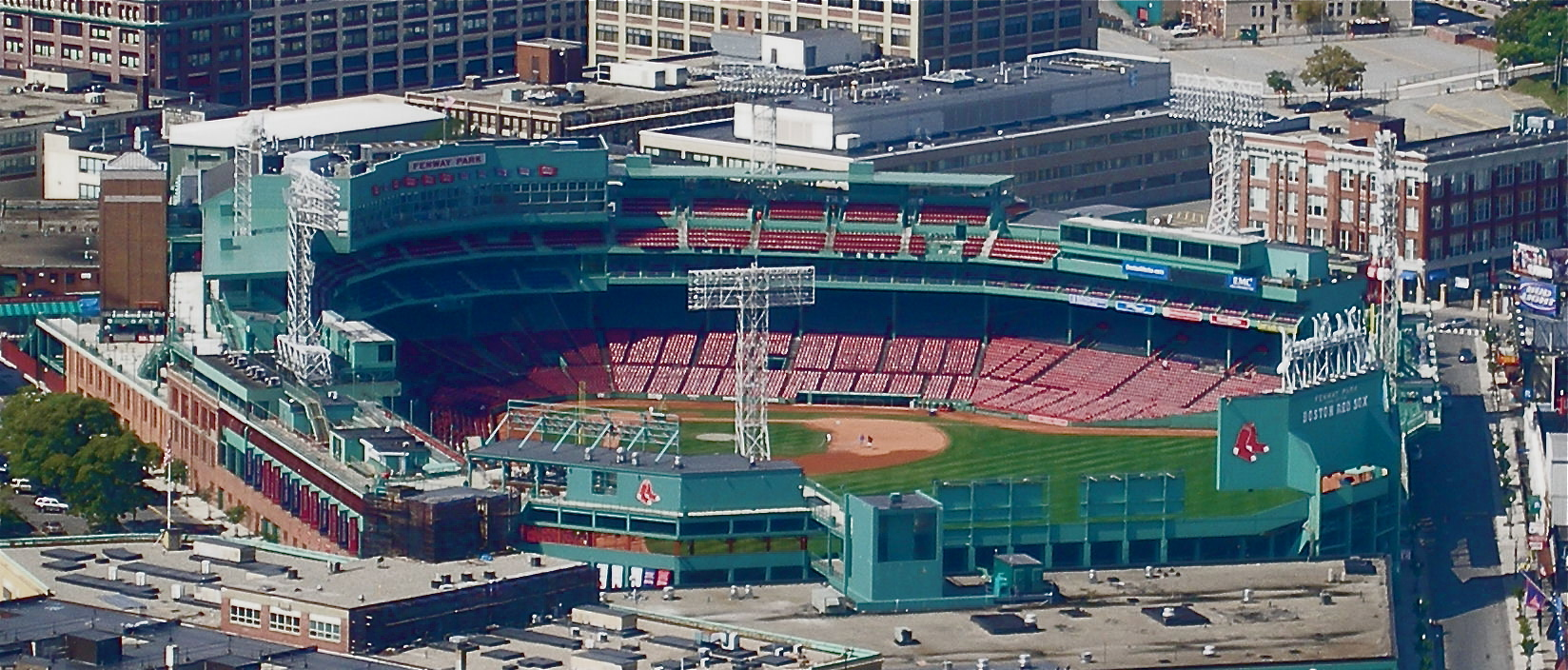
Una vista de Fenway Park y del barrio circundante, tal como se ve desde el Prudential Tower

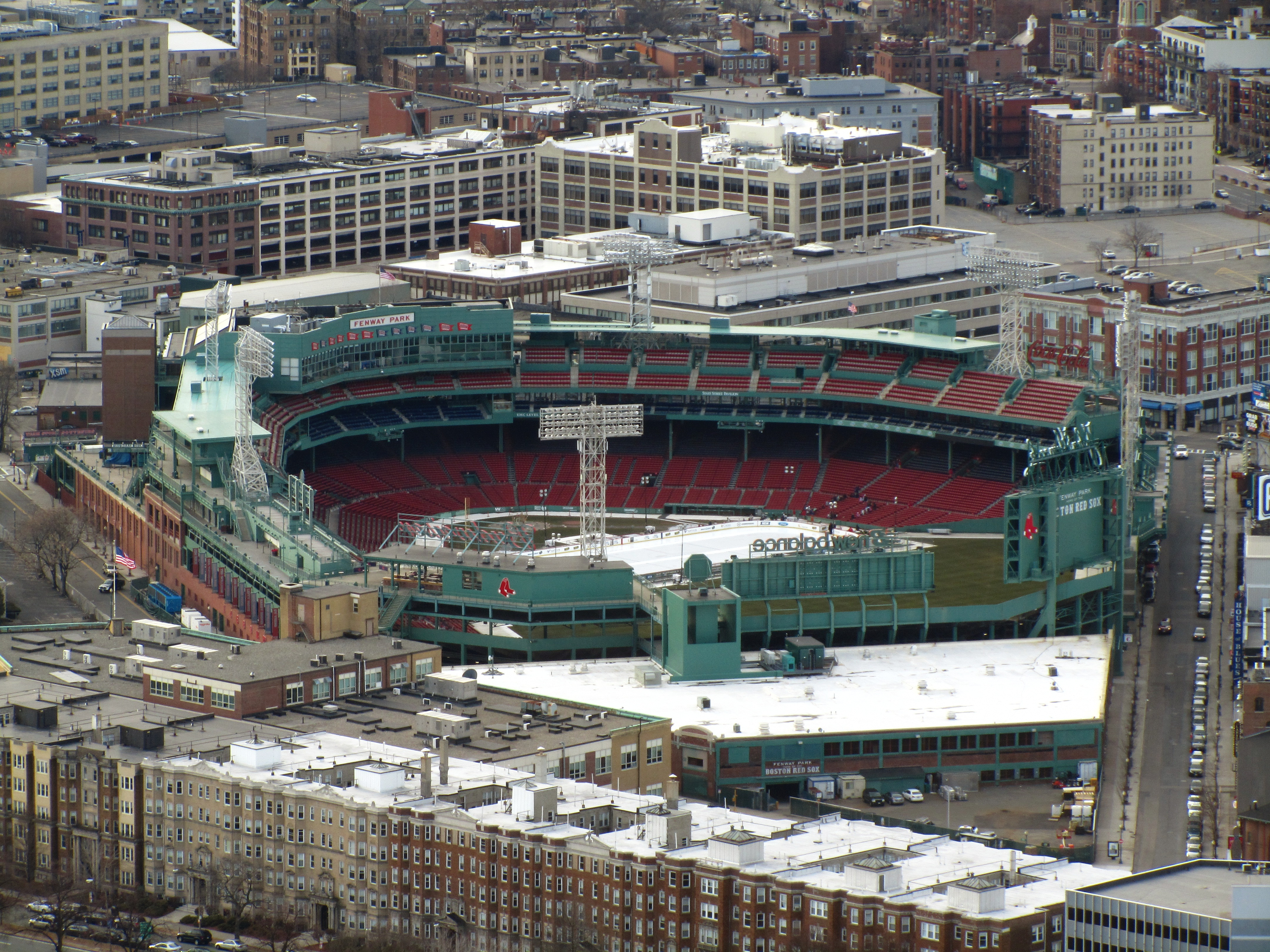
Fenway en 2012, con las adiciones a la tribuna del jardín izquierdo

| Año(s) | Capacidad de asientos | Capacidad de asientos | Años          | Capacidad de asientos | Capacidad de asientos |
| Año(s) | Día                   | Noche                 | Años          | Día                   | Noche                 |
| --- | --------------------- | --------------------- | ------------- | --------------------- | --------------------- |
| 1912–1946 | 35 000                | 35 000                | 1991          | 34 171                | 34 171                |
| 1947–1948 | 35 500                | 35 500                | 1992          | 33 925                | 33 925                |
| 1949–1952 | 35 200                | 35 200                | 1993–1994     | 34 218                | 34 218                |
| 1953–1957 | 34,824                | 34,824                | 1995–2000     | 33 455                | 33 871                |
| 1958–1959 | 34 819                | 34 819                | 2001–2002     | 33 577                | 33 993                |
| 1960 | 33 368                | 33 368                | 2003          | 34 482                | 34 898                |
| 1961–1964 | 33 357                | 33 357                | 2004–2005     | 34 679                | 35 095                |
| 1965–1967 | 33 524                | 33 524                | 2006          | 35 692                | 36 108                |
| 1968–1970 | 33 375                | 33 375                | 2007          | 36 109                | 36 525                |
| 1971–1975 | 33 379                | 33 379                | 2008          | 36 945                | 37 373                |
| 1976 | 33 437                | 33 437                | 2009          | 36 984                | 37 400                |
| 1977–1978 | 33 513                | 33 513                | 2010          | 36 986                | 37 402                |
| 1979–1980 | 33 538                | 33 538                | 2011          | 37 065                | 37 493                |
| 1981–1982 | 33 536                | 33 536                | 2012          | 37 067                | 37 495                |
| 1983–1984 | 33 465                | 33 465                | 2013–2014     | 37 071                | 37 499                |
| 1985–1988 | 33 583                | 33 583                | 2015          | 37 227                | 37 673                |
| 1989–1990 | 34 182                | 34 182                | 2016–presente | 37 497                | 37 949                |
| A menos que se indique lo contrario, todas las cifras de capacidad provienen de Catedrales Verdes: Las Celebraciones Máximas de Todos los Balones de la Liga Mayor y de la Liga Negra pasados y presentes por Philip Lowry |                       |                       |               |                       |                       |

## Características
El parque está situado a lo largo de Lansdowne Street y Yawkey Way, en el área de Kenmore Square de Boston. Esta área incluye muchos edificios de similar altura y arquitectura y así se mezcla con su entorno. Cuando el lanzador Roger Clemens llegó a Boston por primera vez en 1984, tomó un taxi desde el aeropuerto de Logan y estaba seguro de que el conductor había malinterpretado sus instrucciones cuando anunció su llegada al parque. Clemens recordó haberle dicho al conductor: "No, Fenway Park, es un estadio de béisbol ... es un almacén". Sólo cuando el conductor le dijo a Clemens que mirara hacia arriba y vio las torres de la luz se dio cuenta de que estaba en el lugar correcto.
Fenway Park es uno de los dos parques clásicos que aún se encuentra en uso dentro de las Grandes Ligas (el otro es Wrigley Field), y ambos tienen un número significativo de asientos de vista obstruidos, debido a pilares que apoyan la cubierta superior. Estos se venden como tales, y son un recordatorio de las limitaciones arquitectónicas de los estadios más antiguos.
George Will afirmó en su libro Hombres en el trabajo que el Fenway Park es un "estadio de béisbol", con su corta cerca del campo derecho (302 pies), un terreno estrecho (el más pequeño de cualquier parque actual de la Liga Mayor) que fuera de lo normal. Según la Regla 1.04.
Todos los parques construidos después de 1958 deben tener líneas de faul de por lo menos de 325 pies (99,06 m) de largo y una cerca del centro del campo de por lo menos 400 pies (121,92 m) del home plate. En cuanto al estrecho territorio de faul, Will escribió:

Will afirma que algunos observadores podrían sentir que estos aspectos únicos del Fenway puede dar a los Medias Rojas una ventaja sobre sus oponentes, dado que los bateadores de los Medias Rojas jugaron 81 partidos en el estadio de origen, mientras que cada oponente juega no más de nueve juegos como equipos visitantes.: p. 177 

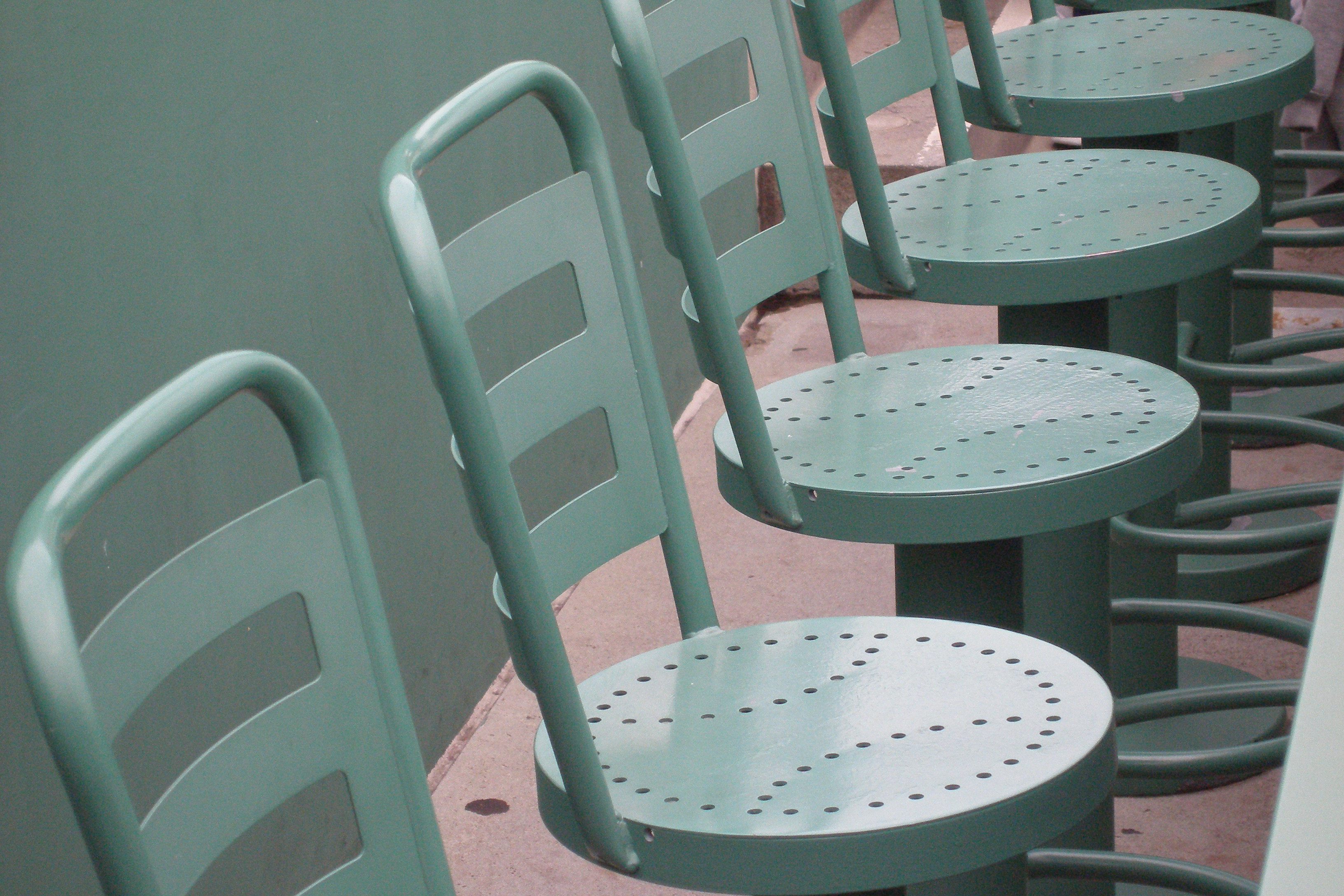
Asientos en la cima del Monstruo Verde

### El Monstruo Verde

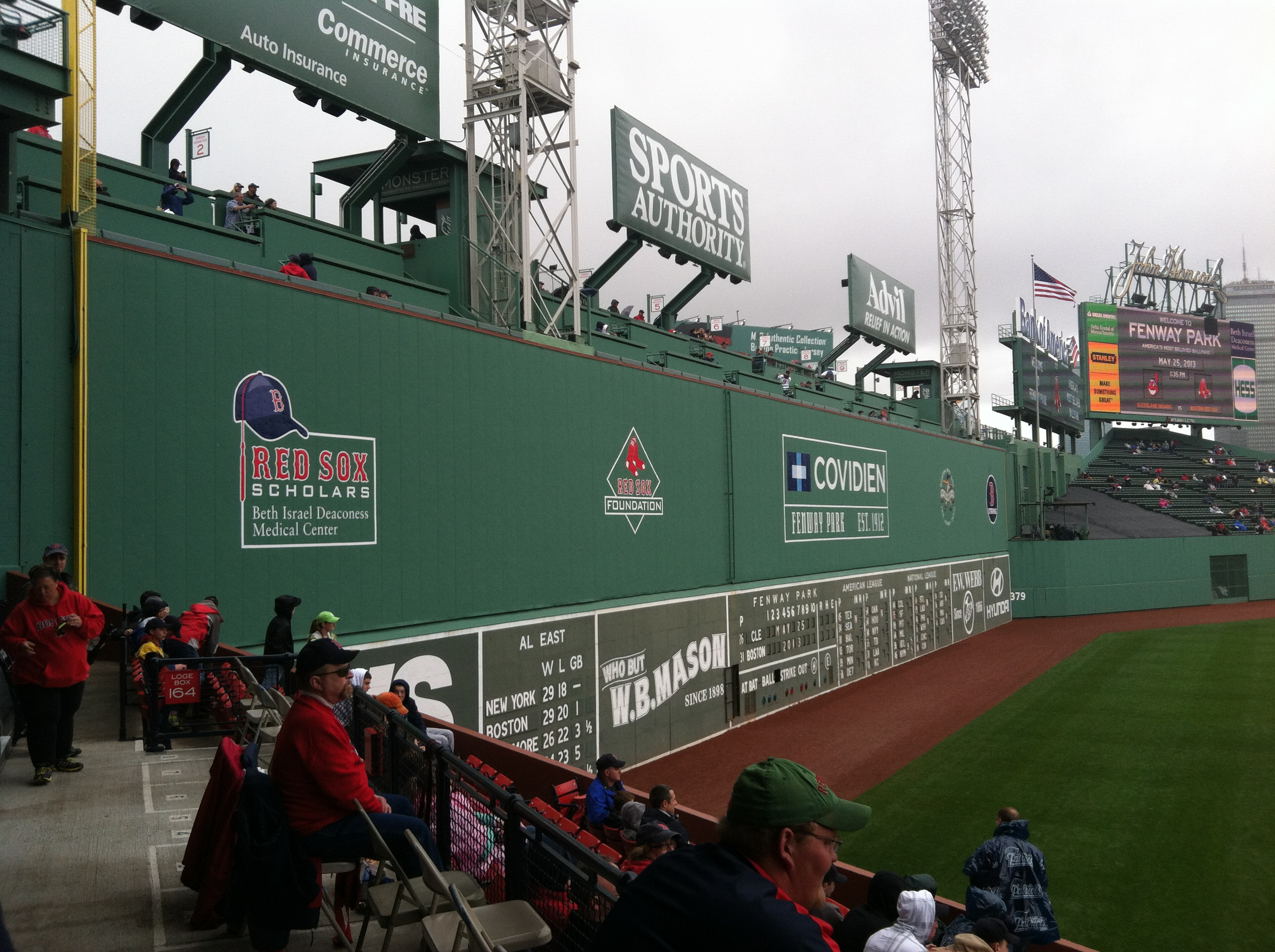
El Monstruo Verde mide 11 metros de altura.

"El Monstruo Verde" es el apodo del muro derecho dentro del parque con 37,167 pies (11 m) de altura. Está localizada entre 310 a 315 pies (94 a 96 m)  desde el home plate; esta distancia a menudo beneficia a los bateadores derechos.
Parte de la construcción original del estadio de béisbol fue en 1912, las paredes fueron creadas de madera, pero fueron cubiertas en lata y hormigón en 1934 cuando el marcador fue agregado. La pared estaba cubierta de plástico duro en 1976. El marcador se actualiza manualmente durante el juego. A pesar del nombre, el Monstruo Verde no fue pintado de verde hasta 1947; Antes de que estuviera cubierta de anuncios. La designación "Monstruo" es relativamente nueva; durante la mayor parte de su historia fue simplemente llamado "el muro". En 2003, una terraza con asientos fueron instalados en la parte superior del muro.

### "El triangulo"

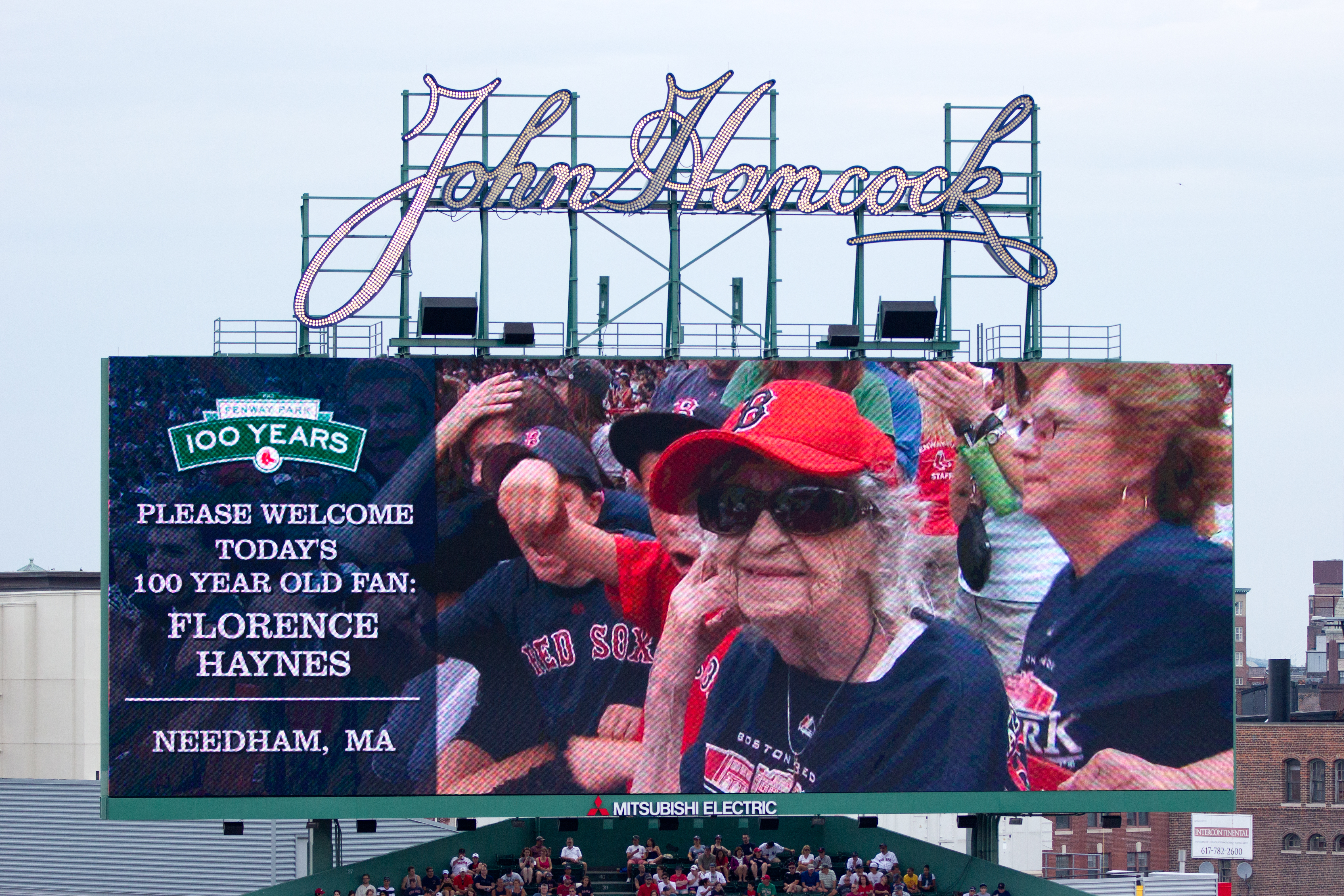
La pantalla sobre El Triángulo

"El Triángulo" es una región de campo central donde las paredes forman un triángulo cuya esquina es 420 pies (128.016 m) de la placa casera. Ese punto derecho del centro derecho es convencionalmente dado como la distancia del campo central. El verdadero centro está sin marcar, 390 pies (118.872 m) de la placa de casa, a la izquierda de "El Triángulo" cuando se ve desde el home plate.

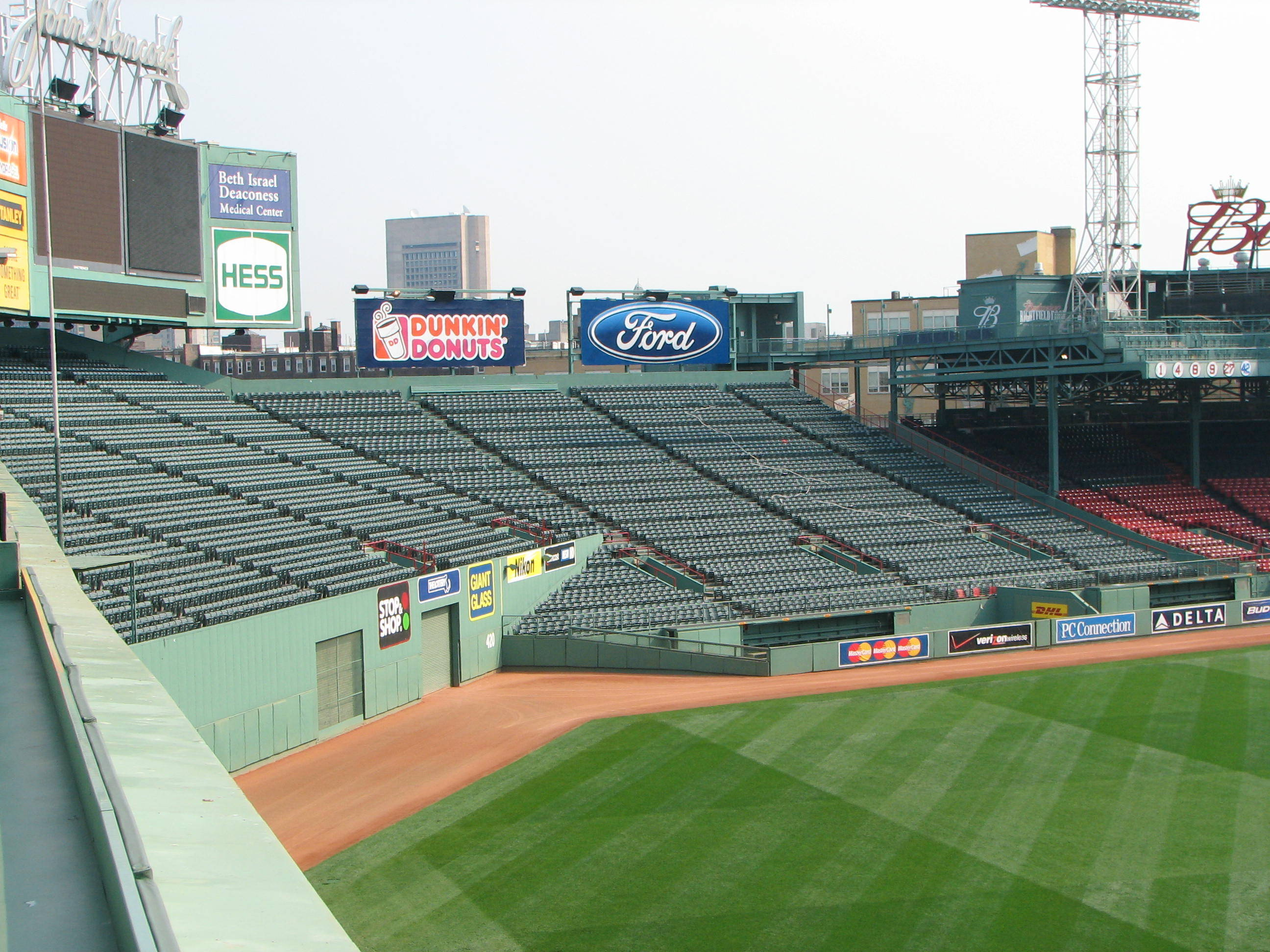
El triángulo

Había una vez un "triángulo" más pequeño en el extremo izquierdo de las gradas en el campo central, fijado como 388 pies (118.2624 m). El extremo de las gradas forma un ángulo recto con el monstruo verde y el asta de bandera se coloca dentro de ese pequeño triángulo. Ese no es el verdadero callejón de poder, sino profundo centro-izquierdo. La distancia verdadera del callejón del poder no se fija. La línea de falta se cruza con el Monstruo Verde en casi un ángulo recto, por lo que el callejón de poder se podría estimar en 336 pies (102.4128 m).

### "Williamsburg"
"Williamsburg" fue un nombre inventado por los escritores deportivos, para el área del bullpen construida delante de las gradas del campo del centro derecho en 1940. Fue construido principalmente para el beneficio de Ted Williams, para permitir que él y otros bateadores zurdos golpearan más jonrones, ya que estaba 23 pies (7,0104 m) más cerca que el bleacher wall.

### The Lone Red Seat
El asiento rojo solitario en las gradas del campo derecho (Sección 42, fila 37, asiento 21) significa el jonrón más largo golpeado siempre en Fenway. El jonrón, golpeado por Ted Williams el 9 de junio de 1946, fue medido oficialmente con 502 pies (153.0096 m) - mucho más allá de "Williamsburg". Según Hit Tracker Online, la pelota, si no hubiera sido obstruida, habría volado de 520 a 535 pies (158 a 163 m).
La pelota aterrizó en Joseph A. Boucher, penetrando su gran sombrero de paja y golpeándolo en la cabeza. Un confundido Boucher fue citado más tarde diciendo,

¿A qué distancia se debe sentar para estar a salvo en este parque? Ni siquiera conseguí la pelota.  Dicen que rebotó una docena de filas más alto, pero después de que golpeó mi cabeza, ya no estaba interesado. No pude ver la pelota. Nadie podía. El sol estaba justo en nuestros ojos. Me alegro de no haberme levantado

Ha habido otros home runs en Fenway que han luchado por el título de distancia. En el libro de 2007 El año Babe Ruth Hit 104 Home Runs, el investigador Bill Jenkinson encontró pruebas de que el 25 de mayo de 1926, Babe Ruth golpeó uno en la configuración pre-1934 blanqueador que aterrizó cinco filas de la parte superior en el campo derecho. Esto lo habría colocado a un estimado de 545 pies (166.116 m) de la home plate
. El 23 de junio de 2001, Manny Ramírez golpeó una bola que golpeó una torre de luz sobre el Monstruo Verde. La estimación oficial del parque colocó el jonrón un pie menos que el récord de Williams en 501 pies (152,7048 m).

### Poste de foul

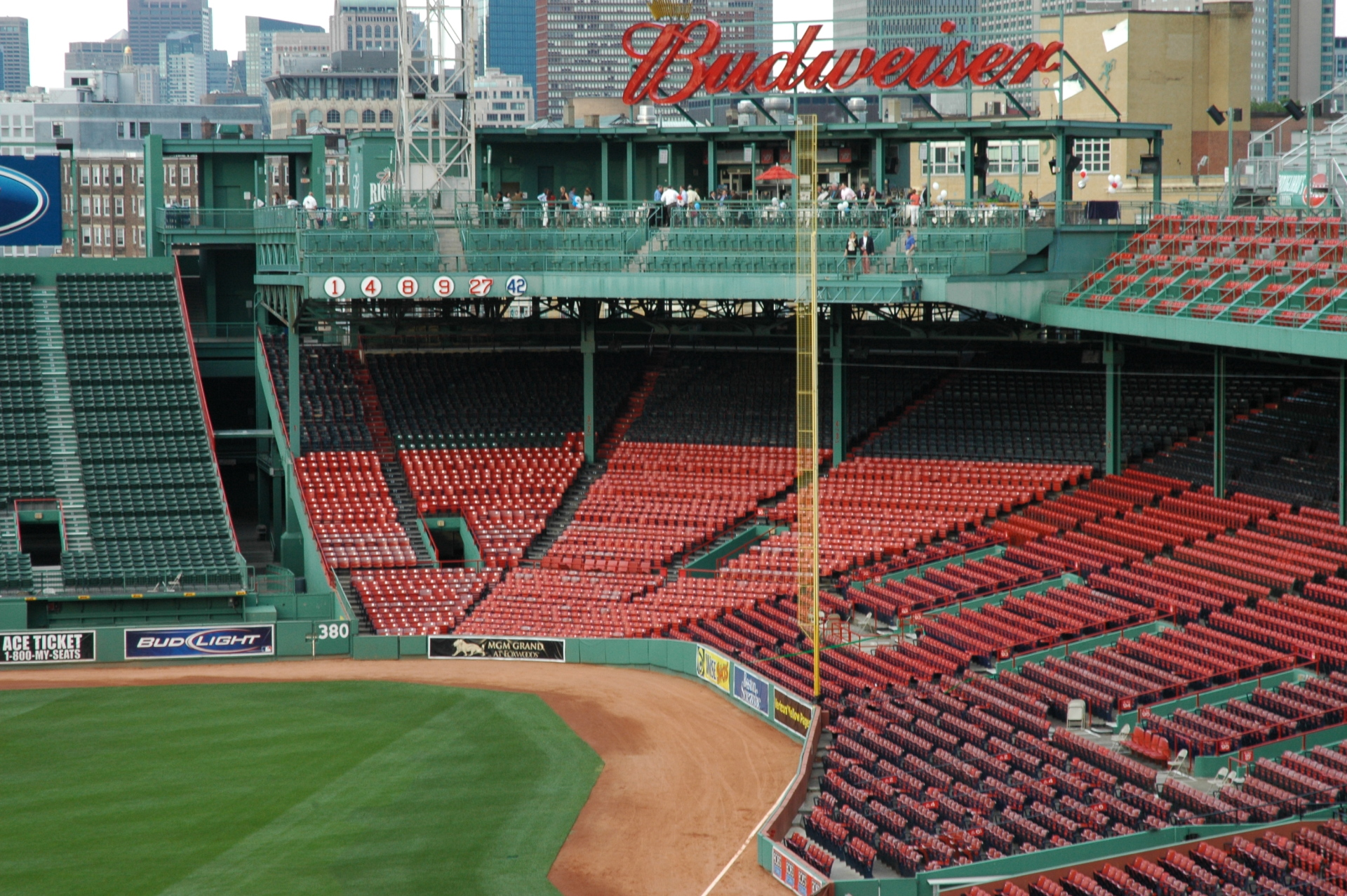
Aunque sólo hay 92 pies hasta "Pesky's Pole", la valla que está justo detrás de él se curva bruscamente.

Pesky's Pole es el nombre del poste en la línea de foul del jardín derecho, que se encuentra 302 pies (92,0496 m) del home plate, la distancia campo más corto (campo izquierdo o derecho) en la Liga Mayor de Béisbol. A pesar de la distancia tan corta a la pared, los cuadrangulares en esta área son relativamente raros, pues la cerca se curva lejos del poste agudamente. El poste fue nombrado en honor a Johnny Pesky, un jugador y entrenador de los Medias Rojas, que bateó algunos de sus seis jonrones en el Fenway Park alrededor del poste pero nunca fuera del poste. Pesky y los Medias Rojas dan crédito al lanzador Mel Parnell por acuñar el nombre. El más notable de Pesky es un jonrón de dos carreras en la octava entrada del juego de apertura de 1946 para ganar el juego (en su carrera, Pesky bateó 17 jonrones). De la misma manera, Mark Bellhorn bateó lo que resultó ser el triunfo de Julián Tavárez en el primer partido de la Serie Mundial 2004.
El 27 de septiembre de 2006, en el cumpleaños número 87 de Pesky, la organización de los Medias Rojas oficialmente nombró el poste de foul de campo derecho como Poste de Pesky con una placa conmemorativa colocada en su base.
En una ceremonia antes del partido de los Medias Rojas de 2005 contra los Rojos de Cincinnati, el polo en la línea de campo izquierdo en la cima del Monstruo Verde fue nombrado Fisk Foul Polo, en honor de Carlton Fisk. Fisk proporcionó uno de los momentos más duraderos del béisbol en el Juego 6 de la Serie Mundial de 1975 contra los Rojos. Enfrentando a los rojos con el derecho Dar Darcy en la 12 ª entrada con la puntuación empató a las 6, Fisk golpeó una pelota larga por la línea de campo izquierda. Parecía estar dirigiéndose a la falta, pero Fisk, después de aparecer inicialmente inseguro de si o no continuar corriendo a la primera base, saltó famoso y agitó sus brazos a la derecha como si de alguna manera dirigiera la bola. Pegó en el poste de foul, así ganando el juego para los Medias Rojas y enviando a la serie a un séptimo y decisivo juego la noche siguiente, que ganó Cincinnati.
"El acantilado de Duffy"
De 1912 a 1933, existió una inclinación de 10 pies (3.048 m) frente a la pared de campo de 25 pies (7,62 m) de altura en el Fenway Park, que se extiendia desde el polo sucio del campo izquierdo hasta el campo central en el Pabellón de bandera. Como resultado, los jardineros izquierdos tenían que jugar parte del campo corriendo cuesta arriba (y hacia abajo). El primer jardinero izquierdo de Boston, Duffy Lewis, dominó la habilidad tan bien que la zona se conoció como "Duffy's Cliff".
La inclinación tenía dos propósitos: era un soporte para un muro alto y fue construido para compensar la diferencia de grados entre el campo y la calle Lansdowne al otro lado de esa pared. El muro también sirvió como una zona de asientos para espectadores durante la era de la pelota muerta, cuando las muchedumbres de desbordamiento se sentaban en la pendiente detrás de las cuerdas.
Como parte de la remodelación de 1934 del estadio de béisbol, se cambiaron las gradas y la pared. El dueño de Red Sox Tom Yawkey pidió que aplanaran la tierra a lo largo de la base de la pared, de modo que el acantilado de Duffy ya no existiera. La base de la pared izquierda del campo está a varios pies por debajo del nivel de grado de la calle Lansdowne.
Ha existido un debate sobre la verdadera distancia del campo izquierdo, el cual alguna vez fue medido con 315 pies. Un reportero de The Boston Globe pudo entrar al campo y medir la distancia. Cuando se presentó la evidencia al club en 1995, la distancia fue medida por los Red Sox y se cambió a 310 pies. El letrero de 96 metros siguió sin cambios hasta 1998, cuando fue reducido a 94,5 metros.

### EMC Club/.406 Club
En 1983, las suites privadas se agregaron al techo detrás de la placa casera. En 1988, 610 asientos del club del estadio encerrados en el vidrio y nombrado el "club 600", fueron agregados sobre el quiosco de la placa casera, substituyendo la caja existente de la prensa. La caja de la prensa fue agregada entonces a la parte superior del club 600. La adición de 1988 se ha pensado para haber cambiado las corrientes de aire en el parque en según los bateadores. En 2002, la organización renombro los asientos al nombre de ".406 Club" (en honor a Ted Williams' y su porcentaje de bateo en 1941).
Entre las temporadas de 2005 y 2006, el actual club .406 fue reconstruido como parte de los esfuerzos de expansión del estadio. La segunda cubierta cuenta ahora con dos niveles al aire libre: el nivel inferior es el nuevo "Club EMC" con 406 asientos y el nivel superior, el Pabellón State Street, cuenta con 374 asientos y un área dedicada para personas a pie. Los asientos añadidos son más anchos que los asientos anteriores.

## Usos del estadio

### Béisbol
Los Red Sox solo una vez prestaron a los rivales de la ciudad, los Bravos de Boston utilizaron Fenway Park para la Serie Mundial de 1914 y la temporada de 1915 hasta que el campo de Braves fue terminado; Irónicamente, los Medias Rojas usarían el Campo de Braves - que tenía una capacidad mucho mayor - para sus propios juegos de la Serie Mundial en 1915 y 1916.
Desde 1990 (excepto en 2005 cuando, debido al trabajo de campo, se llevó a cabo en un estadio de béisbol de la liga menor), Fenway Park también ha sido anfitrión de la ronda final de béisbol Intercolegial de Boston, llamado Baseball Beanpot. Los equipos juegan las primeras rondas en los estadios de las ligas menores antes de pasar a Fenway para la final y para un juego de consolación. Boston College, Harvard University, Northeastern University, y la University of Massachusetts Amherst compitió en el cuarto torneo.

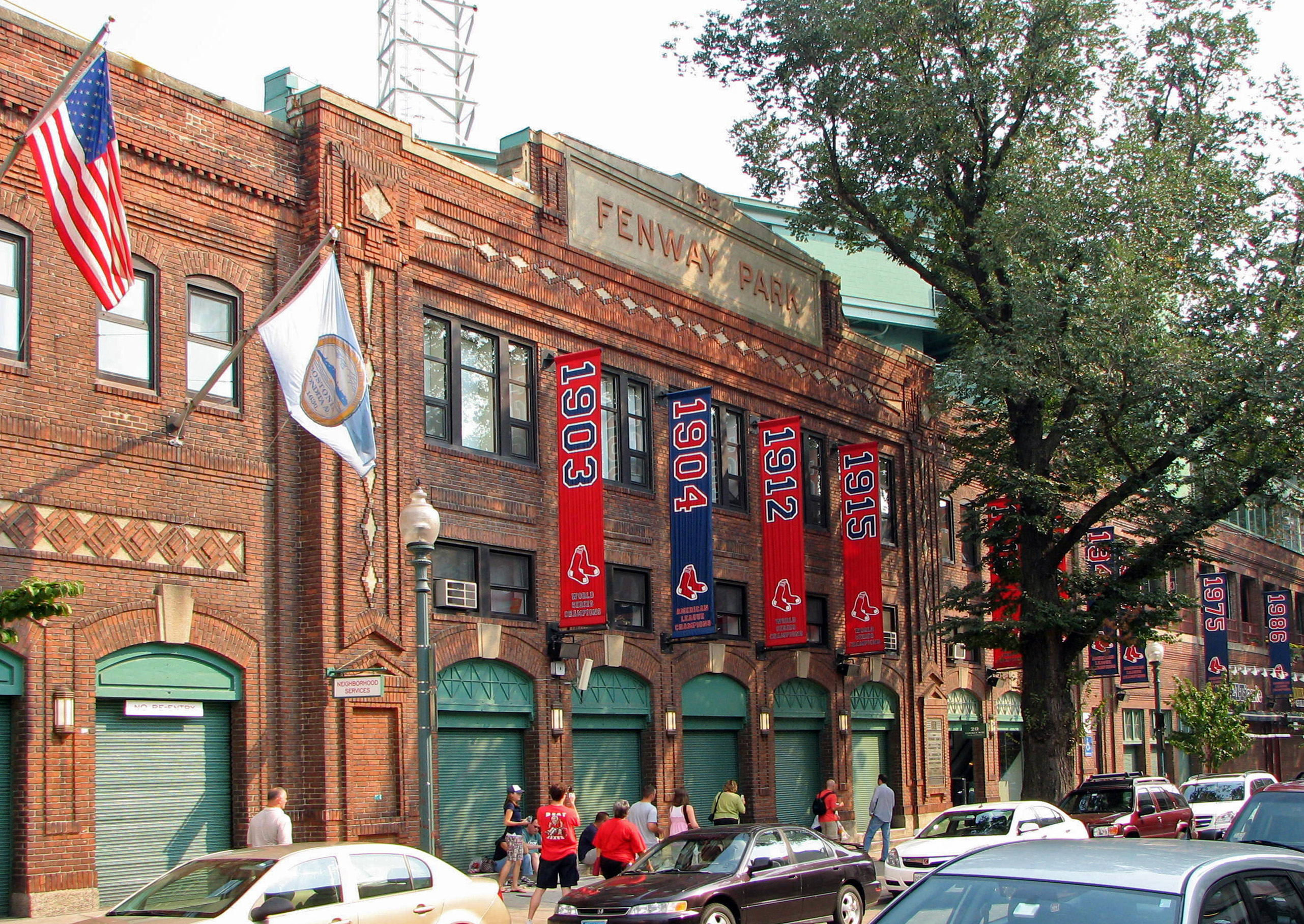
Fachada del Fenway Park que da a Yawkey Way.

A partir de 2006, los Medias Rojas han organizado el evento "Futures at Fenway", en el que dos de sus afiliados de ligas menores juegan un doble juego de la temporada regular como equipos de "casa". Antes de que comenzara el día de los Futuros, el juego más reciente de las ligas menores celebrado en Fenway había sido el Juego de Estrellas de la Liga Este en 1977.
El Torneo de Béisbol de la Costa Atlántica de 2009 estaba programado para ser celebrado en Fenway Park, pero por un conflicto de programación hizo que el torneo de 2010 se programara en Fenway Park. Debido a razones económicas, el ACC eligió trasladar el torneo 2010 de Fenway Park a NewBridge Bank Park en Greensboro, Carolina del Norte, pero todavía busca organizar un torneo en Fenway Park en el futuro.
Fenway Park también ha sido anfitrión de la Cape Cod Liga de Béisbol All Star Game en 2009 y 2010.

### Fútbol
Desde su construcción, Fenway Park ha acogido 20 partidos de fútbol. El primer juego fue el 30 de mayo de 1931; 8.000 aficionados estaban en listos para ver a los Yankees de Nueva York de la Liga Americana de Fútbol perder contra el Celtic 6-0. El portero de los Yankees, Johnny Reder, volvería más tarde a jugar para los Medias Rojas de Boston. Durante 1968, el parque era casa de los faros de Boston de la ahora desaparecida NASL. En julio de 2010 Fenway organizó un juego de exhibición entre los clubes de fútbol europeos Celtic F.C. Y Sporting C.P. En un evento llamado "Fútbol en Fenway". Una multitud de 32.162 vieron a los dos equipos jugar para un empate 1-1. El Celtic ganó 6-5 en la tanda de penaltis, ganando el primer Trofeo de desafío de fútbol de Fenway. Los últimos partidos han sido entre el Liverpool, un club de la Premier League inglesa propiedad de Fenway Sports Group, y A.S. Roma, un club de la Serie A italiana. El partido del 25 de julio de 2012 terminó con una victoria por 2-1 ante la AS Roma frente a una multitud de 37.169. El AS Roma también ganó la revancha el 23 de julio de 2014 por una puntuación de 1-0.

### Fútbol americano
En 1926, el primer juego de la Liga de Fútbol Americano lo jugaron los Bulldogs de boston en Fenway y en el Braves Field; Los Boston Shamrocks de la segunda AFL hicieron lo mismo en 1936 y 1937. Los Boston Redskins de la Liga Nacional de Fútbol jugaron en Fenway durante cuatro temporadas, 1933 a 1936, después de jugar su temporada inaugural en 1932 en Braves Field como los Bravos de Boston. Los Yankees de Boston jugaron allí en la década de 1940; Y los Boston Patriots de la Liga de Fútbol Americano llamando el Fenway Park casa desde 1963, hasta 1968 después de moverse allí desde el Nickerson Field. Los equipos de Dartmouth College, Boston College y Boston University también han jugado partidos de fútbol en Fenway Park. Boston College y Notre Dame jugaron un juego en el Fenway Park 2015 como parte de Notre Dame's Shamrock Series.

### Hockey

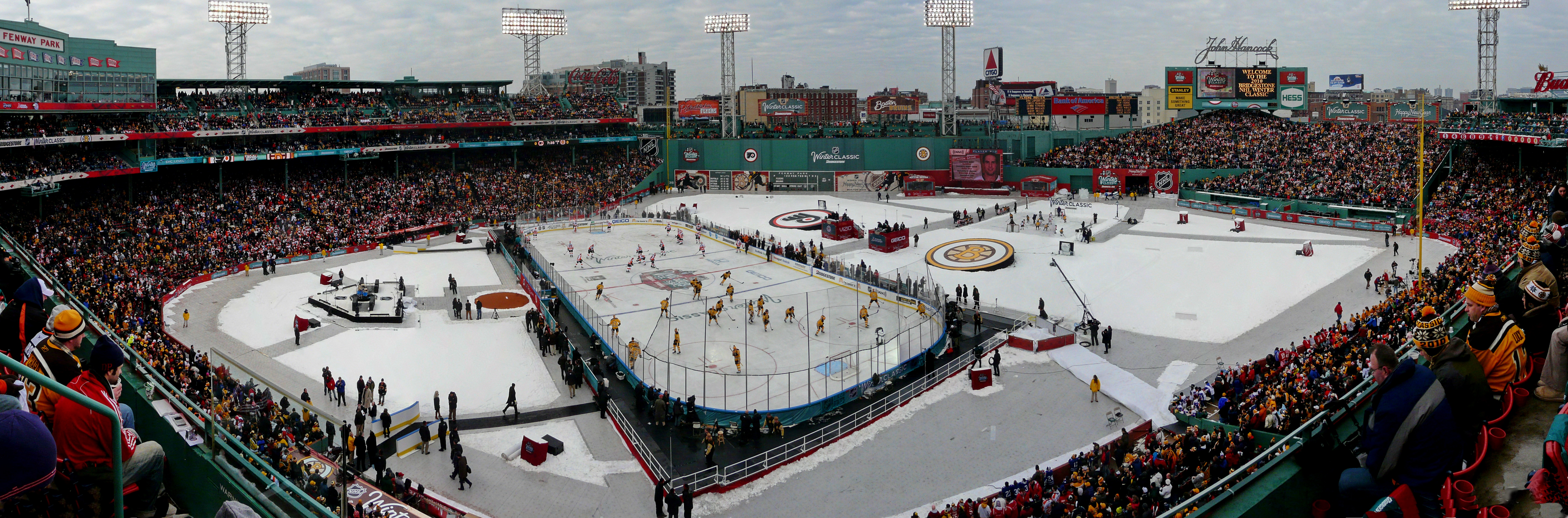
La pista del Fenway Park

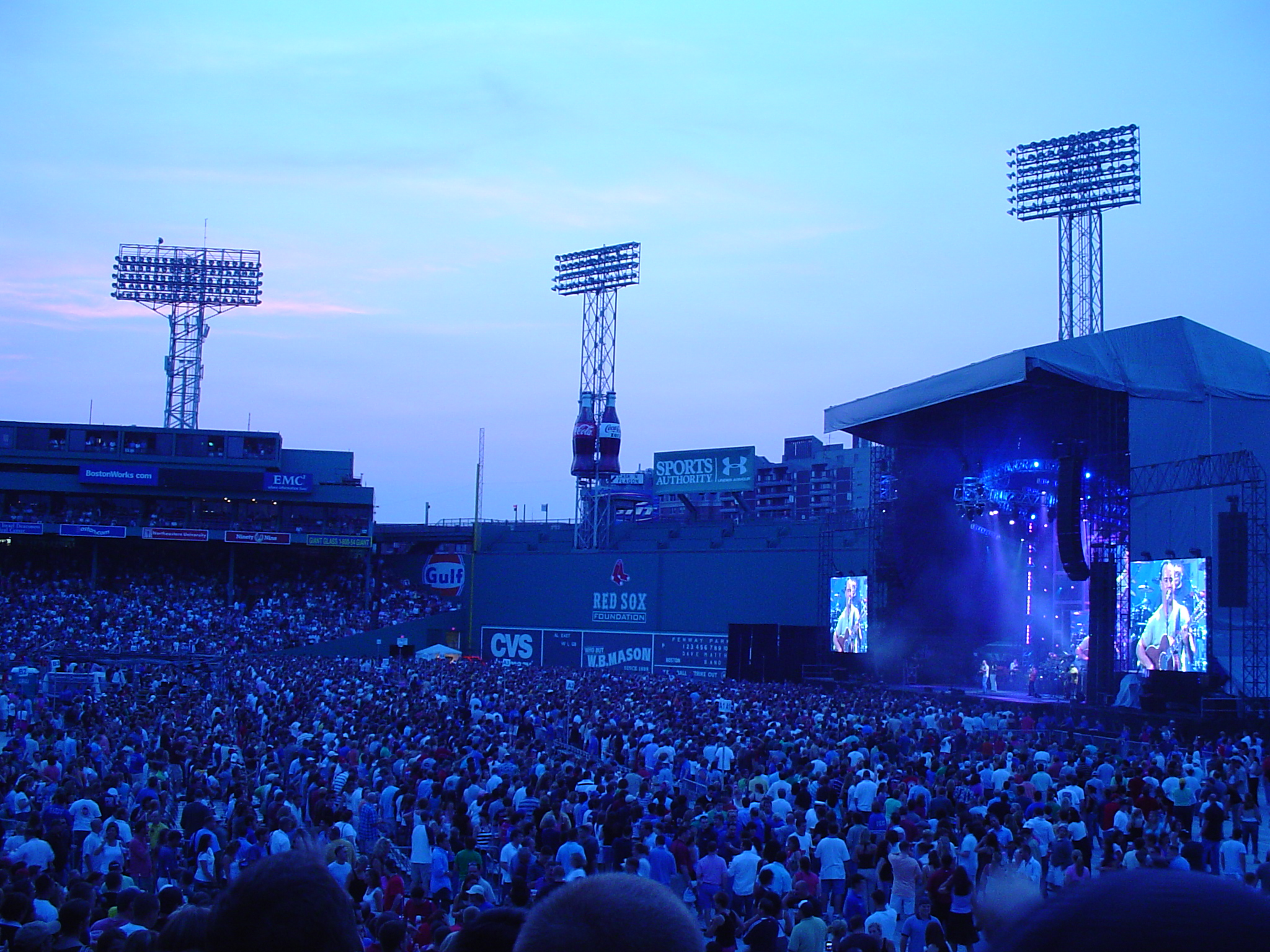
Dave Matthews Band en un concierto en 2006

El tercer año del NHL Winter Classic fue recibido en el Fenway Park para Año nuevo en 2010. Los Bruins de Boston derrotaron a los Philadelphia Flyers por 2-1 en tiempo extra repentino, asegurando la primera victoria del equipo local en la relativamente corta historia del NHL Winter Classic. El Winter Classic abrió el camino para la serie Frozen Fenway de patinaje sobre hielo y eventos de hockey en el estadio. Frozen Fenway es una serie juegos colegiados y aficionados con equipos de hockey sobre hielo de colegios y universidades locales y regionales, en University of Massachusetts Amherst, University of New Hampshire, University of Maine, University of Vermont, University of Massachusetts Lowell, Northeastern University, Boston College y Boston University, se celebra durante la primera parte del evento. Después de la terminación de la serie del hockey, la pista es abierta al público para el patinaje de hielo libre.

### Conciertos
En Fenway se han celebrado varios conciertos desde 1973, cuando Stevie Wonder y Ray Charles fueron los primeros en cantar en el estadio. No hubo más conciertos allí hasta 2003, cuando Bruce Springsteen y la E Street Band tocaron dentro de su gira The Rising Tour. Desde 2003, ha habido al menos un concierto cada año en Fenway, con artistas como Billy Joel, The Rolling Stones, The Police, Jason Aldean, Dave Matthews Band, Aerosmith, Phish, Roger Waters, Paul McCartney, Pearl Jam y en el 2017 recibió a la cantante Lady Gaga.
La banda de celtic-punk de Boston Dropkick Murphys ha actuado en numerosas ocasiones en el estadio, incluso llegando a grabar un DVD de su actuación. El más reciente fue en el año 2020, donde por culpa de la pandemia por el COVID-19 actuaron sin público en el estadio.

### Esquí ysnowboard
Polartec Big Air en Fenway es la primera competición de snowboard aéreo que se celebró del 11 al 12 de febrero de 2016. El espectáculo tuvo lugar en Fenway Park en Boston, EE. UU. Este es el evento fue parte de los EE. UU. Grand Prix Tour y la Federación Internacional de Esquí World Tour.Los atletas más notables que compitieron fueron Ty Walker, Sage Kotsenburg y Joss Christensen. El salto grande del aire fue construido para ser cerca de 140 pies de alto, parado sobre las luces del estadio.

## Anuncios públicos

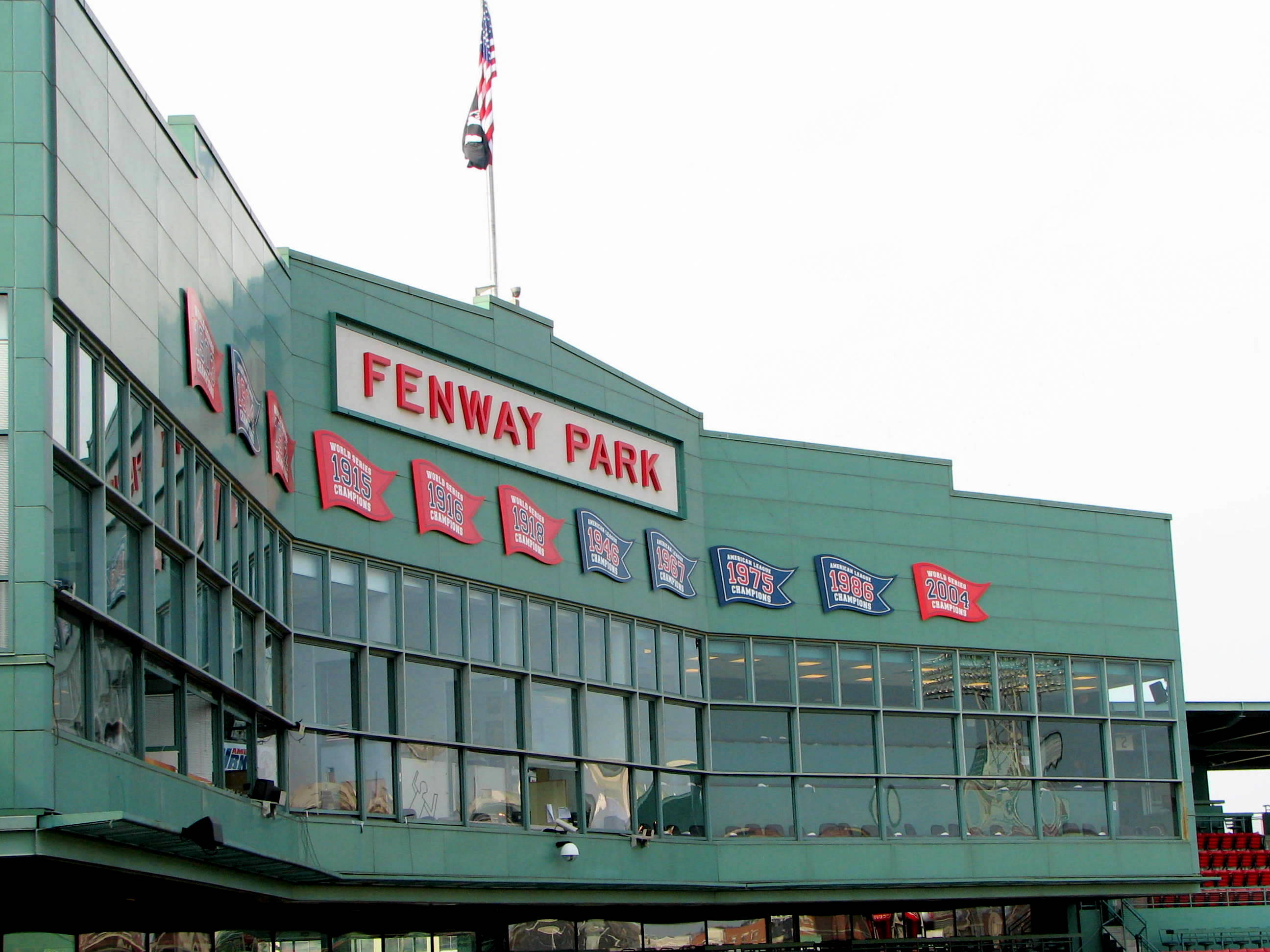
El palco de la prensa

Frank Fallon fue el primer locutor para los Medias Rojas y ocupó el cargo desde 1953 hasta 1957. Fred Cusick, fue más conocido por su carrera de anunciar los juegos de hockey de los Boston Bruins, se unió a él equipo en 1956 y también se fue después de 1957. Jay McMaster asumió el control en 1958, hasta su reemplazo por Sherm Feller en 1967. Feller sirvió como locutor durante 26 años hasta su muerte después de la estación en 1993. Él era conocido por comenzar sus juegos dando la bienvenida a los fanes con "Buenas tardes damas y caballeros, niños y niñas Bienvenido a Fenway Park", y terminando con ellos diciendo "Gracias." Leslie Sterling tomó el trabajo para la temporada de 1994, convirtiéndose en la segunda locutora femenina en la historia de la Major League Baseball. Ed Brickley asumió el control en 1997, y fue substituido por Carl Beane en 2003. Beane fue considerado como un locutor "icónico", y estuvo en activo hasta su muerte en 2012, provocada por un ataque al corazón que le sobrevino mientras conducía.

## Números retirados
Hay nueve números retirados sobre la tribuna de campo derecha. Todos los números retirados por los Medias Rojas son color rojo en un círculo blanco. El 42 de Jackie Robinson, que fue retirado por la Liga Mayor de Béisbol, es azul en un círculo blanco. Los dos son más delineados a través de la diferencia de fuente; Los números de Boston están en el mismo estilo que los jerséis de los Medias Rojas, mientras que el número de Robinson está en la numeración más tradicional del "bloque" encontrada en los jerséis de los Dodgers.
Hasta finales de la década de 1990, los números originalmente colgaban en la fachada del campo derecho en el orden en que se retiraron: 9-4-1-8. Se señaló que los números, cuando se lee como una fecha (9/4/18), marcó la víspera del primer partido de la Serie Mundial de 1918, el último campeonato que los Medias Rojas ganaron antes de 2004. Después de la fachada fue repintada, los números se reorganizaron en orden numérico. Los números se mantuvieron en orden numérico hasta la temporada de 2012, cuando los números fueron reorganizados de nuevo en el orden en que fueron retirados por los Medias Rojas.
Números retirados en el exterior del estadio en 2010
La política de los Medias Rojas sobre el abandono de los números uniformes fue una vez una de las más estrictas en el béisbol -el jugador debía ser elegido al Salón de la Fama del Béisbol Nacional, jugar al menos 10 años con el equipo y retirarse como miembro de los Medias Rojas . El requisito final fue incumplido con Carlton Fisk, ya que había terminado su carrera como jugador con los Medias Blancas de Chicago. Sin embargo, Fisk fue asignado un trabajo de oficina de los Medias Rojas y efectivamente "terminó" su carrera de béisbol con los Medias Rojas de esta manera. En 2008, la propiedad relajó los requisitos aún más con el retiro de Johnny Pesky número 6. Pesky no ha sido incluido en el Salón de la Fama, pero a la luz de sus más de 50 años de servicio al club, la administración hizo una excepción. Pesky habría tenido 10 temporadas, pero se le atribuyeron las tres temporadas en las que sirvió como Oficial de Operaciones en la Marina de los Estados Unidos durante la Segunda Guerra Mundial. El número más reciente de los retirados fue el número 26, llevado por Wade Boggs. El Jugador Más Valioso de la Serie Mundial 2013. David Ortiz tendrá su número 34 retirado durante la temporada 2017.
| Números retirados por los Red Sox |                  |                                                                                       |                                                                                       |                                                                                       |                                                                                       |
| N.º                               | Jugador          | Posición                                                                              | Años en los Red Sox                                                                   | Fecha de Retiro                                                                       | Notas                                                                                 |
| 1                                 | Bobby Doerr      | 2B                                                                                    | 1937–44, 46–51                                                                        | 21 de mayo de 1988                                                                    | US Army, 1945                                                                         |
| 4                                 | Joe Cronin       | SS                                                                                    | 1935–45                                                                               | 29 de mayo de 1984                                                                    | Player-Manager                                                                        |
| 6                                 | Johnny Pesky     | SS, 3B, 2B                                                                            | 1942, 46–52                                                                           | 28 de septiembre de 2008                                                              | US Navy, 1943–45                                                                      |
| 8                                 | Carl Yastrzemski | LF, 1B, DH                                                                            | 1961–83                                                                               | 6 de agosto de 1989                                                                   |                                                                                       |
| 9                                 | Ted Williams     | LF                                                                                    | 1939–42, 46–60                                                                        | 29 de mayo de 1984                                                                    | US Marines, 1943–45, 52–53                                                            |
| 14                                | Jim Rice         | LF, DH                                                                                | 1974–89                                                                               | 28 de julio de 2009                                                                   |                                                                                       |
| 26                                | Wade Boggs       | 3B                                                                                    | 1983–1992                                                                             | 26 de mayo de 2016                                                                    |                                                                                       |
| 27                                | Carlton Fisk     | C                                                                                     | 1969, 71–80                                                                           | 4 de septiembre de 2000                                                               |                                                                                       |
| 45                                | Pedro Martínez   | P                                                                                     | 1998–2004                                                                             | 28 de julio de 2015                                                                   |                                                                                       |
| 34                                | David Ortiz      | DH                                                                                    | 2003-2016                                                                             | 2016                                                                                  | Best DH                                                                               |
| 42                                | Jackie Robinson  | Brooklyn Dodgers 1947–1956, retirado por Major League Baseball el 15 de abril de 1997 | Brooklyn Dodgers 1947–1956, retirado por Major League Baseball el 15 de abril de 1997 | Brooklyn Dodgers 1947–1956, retirado por Major League Baseball el 15 de abril de 1997 | Brooklyn Dodgers 1947–1956, retirado por Major League Baseball el 15 de abril de 1997 |

## Reglas del campo
- Los postes de faul están fuera del campo de juego.
- Una pelota que pasa por el marcador, ya sea en el rebote o en elevado, es un doble por regla.
- Una bola elevada que golpea la barda izquierda-central del campo a la derecha de o en la línea detrás del poste de bandera es un funcionamiento de home.
- Una barda de la bola elevada que golpea el poste de la bandera o de la bandera y que salta en gradas es un funcionamiento de home.
- Una bola elevada golpeando la línea o la derecha de la misma en la barda en el centro es un jonrón.
- Una bola elevada que golpea la barda a la izquierda de la línea y rebotando en bullpen es un jonrón.
- Una bola que se pegue en la pantalla del bullpen o que rebote en el bullpen es un doble por regla.
- Una pelota golpeada o lanzada restante detrás o debajo de la lona o en el cilindro de la lona es una regla de tierra doble.
- Una bola que golpea la tapa del marcador en campo izquierdo en la escala debajo de la tapa de la barda y rebotando fuera del parque es un doble por regla.
- Una bola de elevado que las tierras por encima de la línea roja en la parte superior del Monstruo Verde y rebota en el campo de juego se regula unjonrón.
- Una bola de elevado que golpea el carril en el triángulo del centro de la derecha es un jonrón.

Es un error entre los aficionados que una pelota elevada que pega en la escalera por encima del marcador en la barda del campo izquierdo se regula a un triple de la regla del suelo. No hay mención de ello en la lista de reglas básicas de los Medias Rojas.

## Acceso y transporte
- Se puede acceder al Fenway Park por Massachusetts Bay Transportation Authority (MBTA) en la línea verde del metro Kenmore Station en los vagones "B", "C" y "D", así como por la Fenway Station en el vagón "D".[88]
- Esta línea proporciona servicio a la South Station o Back Bay así como al este de boston. En 2014, La nueva Yawkey station fue terminada así como todas sus plataformas, elevadores y accesos no solo por la calle Yawkey, también por Beacon Street.[89][90]
- Otra opción es tomar la línea naranja o el commuter rail para or a Back Bay o Ruggles.Las estaciones están a 30 minutos caminando hasta el Fenway Park.
- Aunque los Massachusetts Turnpike se encuentran cerca del Fenway Park no existe ninguna relación con ellos.[91]